# André Sornay
André Sornay, né le 28 janvier 1902 à Lyon et mort le 7 août 2000 à Vichy, est un designer et décorateur français, représentant du style Art déco en France.

## Biographie
André Sornay nait au sein d'une famille de la petite bourgeoisie commerçante de Lyon le 28 janvier 1902.
Claudius Sornay, son grand-père, était issu d'une famille modeste du Beaujolais : arrivé tout jeune à Lyon, il devient apprenti-tapissier dans un petit négoce de vente de meubles dont il est propriétaire en 1868. Claudius Sornay se spécialise dans la conception textile pour l'ameublement en créant rideaux, voileries et tentures.
Le père d'André Sornay, Johannès, suit des études classiques au collège de la Martinière que fréquente également l'architecte lyonnais d'avant-garde Tony Garnier entre 1883 et 1886, avant de reprendre l'affaire du patriarche de la famille en 1898. Excellent dessinateur, il lègue ce don et cette passion à son fils André, qui reprend l'affaire familiale à son tour en 1919 après le décès prématuré de son père.
Troisième enfant et premier fils de la fratrie, André Sornay reçoit une éducation conforme aux usages de son milieu au sein de l'école privée catholique des Maristes. Il entre en 1918 à l'École nationale supérieure des beaux-arts de Lyon. Il se destine à une carrière d'illustrateur. Il suit également le cours préparatoire d'architecture dirigé par M. Piégnat et rencontre la plupart de ceux qui croiseront son parcours professionnel et deviendront des amis proches ; comme les architectes Louis Weckerlin (1902-1981) qui construira son usine de Villeurbanne en 1925, Louis Piessat (1904-1998) élève et collaborateur de Tony Garnier, Ristich ou encore les peintres Antoine Chartres (103-1968) et Henri Vieilly (1900-1979) futurs fondateurs du mouvement des Nouveaux, acteurs de l'introduction de la modernité à Lyon. Il noue également ses premiers contacts et de premières influences se font avec le sculpteur Jean Larrivé (1875-1928), directeur des beaux-arts ayant réalisé avec Tony Garnier le monument aux morts de l'île des Cygnes du Parc de la Tête d'Or à Lyon entre 1920 et 1930. Lors de ses années de formation, il se rapproche du groupe des Ziniars, en particulier  Émile Didier et Jacques Laplace.
Son professeur, M.[Qui ?] Carrière, insuffle[style à revoir] à ses élèves ce courant de modernité qui caractérisa l'esprit d'avant-garde d'André Sornay[réf. nécessaire], bien avant la découverte des œuvres de Francis Jourdain ou Pierre Chareau, en leur transmettant les lignes d'une esthétique résolument novatrice, le goût des œuvres aux formes simples et très architecturées, ainsi que la science des ensembles et d'un intérieur équilibré.
La mère d'André, Marie Sornay, a joué un rôle non négligeable dans le parcours du jeune créateur, en le laissant libre de réaliser ses idées[réf. nécessaire]. Il a à peine vingt ans, lorsqu'il décide de changer radicalement le cours de l'entreprise alors florissante qui était jusque là dédiée au négoce de tissus et de meubles et à la production de meubles de style, il élabore un mobilier aux lignes modernes et épurées.  

### À l'avant-garde de l'Art déco
Lorsqu'il reprend de l'entreprise familiale en 1919, le jeune André Sornay est novice dans le domaine de l'ébénisterie. De 1919 à 1922, il bénéficie du soutien et des compétences de Marc Goubault, alors ouvrier de l'entreprise et issu d'une famille d'ébénistes. André Sornay s'initie rapidement à la conception et à la réalisation de mobilier et crée son propre style.[réf. nécessaire]
En 1922, André Sornay présente son mobilier – une salle à manger – au Salon de l'ameublement de la Foire de Lyon. Il reçoit les commentaires positifs de la critique qui relève « l'architecture soignée » et un ensemble qui « séduit l'œil autant par la beauté même des pièces que par le fini d'exécution ». Dès lors, il se tient au parti-pris architectural qui fonde l'équilibre de ses constructions à travers une recherche d'épuration des lignes. Il tolère néanmoins l'introduction de motifs d'inspiration végétale dans l'esprit stylisé de l'Art déco de Paul Iribe.
En 1923, l'entreprise familiale prend son nom et devient André Sornay et Cie, en remplacement de « Veuve Sornay ». Il se démarque de la production lyonnaise des années vingt. Face à des meubliers restés dans le sillage de la tradition familiale, André Sornay choisit la modernité, ses productions s'apparentant aux œuvres d'un Alvar Aalto par son usage du contreplaqué, d'un Jean Prouvé par sa démarche de constructeur ou d'un Pierre Chareau et d'un Francis Jourdain pour ses meubles combinables et sa simplicité de lignes.
Au Salon d'automne de Lyon en 1923, il expose la provocante rectitude géométrique de sa chambre à coucher d'une blancheur immaculée, alors qualifié de « tombeau » par la critique, ou « d'inspiration soviétique ». Si l'aspect de cette chambre à coucher heurte la critique[réf. nécessaire], il attire l'œil de Tony Garnier qui rédige la préface du catalogue du salon. Il collabore également avec Louis Thomas, entré dans l'agence de Tony Garnier en 1923 en tant que chef d'atelier. En 1927, André Sornay et Louis Thomas réaliseront ensemble, sur le principe des meubles intégrés, l'installation de l'appartement de François Maire, président du Salon d'automne et personnage incontournable[Interprétation personnelle ?] de la vie artistique lyonnaise. Les deux concepteurs collaborent par la suite aux Salons d'automne de 1928 et 1929.
Les lignes modernes du mobilier Sornay lui assurent rapidement une nouvelle clientèle. Sa production est constituée de pièces uniques, conformément à la demande de sa clientèle ; parfois déclinée « en deux ou trois exemplaires en fonction d'une demande particulière ».
Au Salon d'automne de 1924, la critique appuie la spécificité du style Sornay : « nul meublier n'est à Lyon plus artiste que lui. Nul ne sait mieux que lui construire un meuble, lui donner de justes proportions, tracer les grandes lignes d'un décor, assembler les couleurs selon un goût original ». Durant cette exposition André Sornay s'adjoint déjà les compétences des meilleurs artistes lyonnais de leur profession[réf. nécessaire] : le verrier Paul Beyer (1873-1945) pour les appliques murales et la suspension, le ferronnier d'art Charles Piguet (1887-1942) pour une console et un miroir en fer forgé. Au cours des années, André Sornay travaille également avec le dinandier Claudius Linossier (1893-1953), qui entre 1927 et 1932 réalise des plaques de propreté sur son mobilier, tandis que l'appartement de Linossier est meublé en Sornay.
En 1925, Sornay met fin à la sous-traitance et établit son propre atelier de production, dans son usine fraichement construite de Villeurbanne. Il emploie une dizaine de menuisiers et d'ébénistes. Cette même année, il expose à l'Exposition internationale des arts décoratifs et industriels modernes de Paris, dans le pavillon de Tony Garnier, où il présente un meuble d'appui et une bibliothèque en ébène de Macassar.
En 1928, André Sornay participe avec son bureau personnel au Salon d'automne de Lyon. La même année, il participe au IIe Salon des arts décoratifs modernes de Lyon où il présente un ensemble de meubles articulés : un bureau-bibliothèque, un bureau-secrétaire, et de petits meubles dont un meuble T.S.F.
À la fin des années 1920, la conjoncture économique touche également durement les arts décoratifs. S'ouvre alors jusqu'en 1932 une période transitoire au cours de laquelle André Sornay mobilise toutes ses ressources créatives pour élaborer le système d'assemblage qui révolutionnera sa méthode de production et deviendra son signe de fabrique.

### La marque Sornay: l'époque du cloutage
Sornay enregistre le 10 août 1932 son premier brevet d'invention d'un « système de panneau de meubles et son mode d'assemblage ». Cet emploi de panneaux minces de contreplaqué, revêtus d'essences de bois variés, assemblés sur un cadre massif par des pointes de métal (cuivre, laiton, fer ou aluminium), lui permet de répondre à la crise qui touche l'ensemble du pays en diminuant ses coûts de revient par la rationalisation de sa production. Ce sont alors les lignes de clous soulignant la structure du bâti qui deviennent décor. Il crée ainsi un exemple dans l'histoire du mobilier d'un procédé technique générant un effet esthétique.
André Sornay avec le cloutage choisit la voie intermédiaire entre le modèle unique d'un Jacques-Emile Ruhlmann et la grande diffusion d'un Maurice Dufrène : la petite série. En 1935, il dépose son brevet en Allemagne. Parallèlement, il poursuit son travail d'ensemblier en agençant l'intérieur de maisons de maîtres. Il délaisse l'ébène de Macassar et introduit le pin d'Oregon en lui appliquant un traitement novateur. Il est l'un des créateurs du XXe siècle – avec l'architecte et designer Eileen Gray (1878-1976) et le relieur et ensemblier Pierre Legrain (1889-1929) – à user de ce bois, étranger au monde de l'ébénisterie classique, et dont l'emploi est resté limité à la production moderniste.[réf. nécessaire]
L'année 1937 marque la reconnaissance qu'il acquiert de ses pairs.[réf. nécessaire] Consacré roi de l'Art Déco à Lyon dans la préface de l'interview qui lui a été réservé dans le numéro de Notre Carnet d'avril 1933, il est choisi pour représenter la ville à l'Exposition internationale des arts et techniques dans la vie moderne à Paris. Il est récompensé de la médaille de bronze pour son bureau personnel dit « de l'ensemblier », acquis par Mme Palais, veuve de Pierre Palais, propriétaire d'un important commerce de mobilier de bureau.

### Les années de guerre: 1939-1945
Durant la Seconde Guerre mondiale, l'entreprise Sornay est mise à contribution – comme beaucoup de fabricants de l'époque – à l'économie de guerre et réalise des emballages pour obus et des chevaux de frise, petites pièces de bois hérissées de pointes servant à la construction de barrages sur les routes ou les retranchements.
En 1942, un incendie, détruit une partie des ateliers et bureaux de l'usine de Villeurbanne, de nombreuses archives sont brûlées : dessins préparatoires, devis, etc. faisant disparaître la majorité des archives antérieures à cette date.
Avec les années d'après-guerre, c'est le retour à l'ordre et aux formes traditionnelles, d'autant que le modernisme aux lignes géométriques, issu du Bauhaus allemand, n'a plus la faveur des amateurs[réf. nécessaire]. Cette période des années 40 peut être[Interprétation personnelle ?] qualifiée de noire dans le parcours d'André Sornay[réf. nécessaire], son mobilier subit le contrecoup de la pénurie de matières premières. Les stocks de contreplaqué s'épuisent, le cuivre et le laiton sont difficiles à obtenir.

### Les années 50: dernières innovations
Sornay élabore un système de montage rapide des meubles dont il dépose les différents brevets et additions entre 1953 et 1955.
La « tigette Sornay » s'avère révolutionnaire[réf. nécessaire]. Ce procédé fonde tout le système du mobilier dit en « kit » usité de nos jours[style à revoir]. l'esprit de pionnier du créateur lui aura permis de pressentir[passage promotionnel] les effets de l'industrialisation sur le mode de production de l'ameublement. Cette manière de construire s'écarte définitivement des normes de l'ébénisterie et ne doit plus rien au procédé du cloutage[réf. nécessaire], en marquant une approche radicalement différente de la construction. Le montage du meuble se borne à l'assemblage d'un cadre arrière muni d'inserts filetés destinés à recevoir les tigettes et d'un cadre avant. Les écrous sont laissés apparents en façade. L'architecture du meuble évolue. Les buffets, les commodes et les enfilades sont simplement posés sur un piétement constitué de deux joues, à l'instar du mobilier de Charlotte Perriand ou de Jean Prouvé.

## Sornay et l'industrie
Nous savons[style à revoir] qu'André Sornay fut, dans sa jeunesse, un passionné de voitures et l'un des premiers acquéreurs à Lyon de la Citroën 11cv dans les années trente. À la suite de la crise de 1929 et grâce à son beau-frère André Lunant, passionné d'aéronautique et travaillant dans l'industrie automobile, André Sornay développe son premier brevet en 1932 : la technique du « cloutage » qui rappelle les rivets d'avion[réf. nécessaire]. Il organise son usine pour l'adapter au nouveau mode de production que lui ouvre cette méthode d'assemblage : « chaque ouvrier exécute une opération précise par laquelle passent tous les composants des meubles à la manière de l'industrie automobile de l'époque ». André Sornay découvre dans les années vingt le caoutchouc industriel, alors réservé à la construction des marchepieds de voitures, pour en faire le socle de ses meubles afin d'assurer la résistance de la base aux chocs dus à l'utilisation des nouveaux outils ménagers de l'époque moderne. André́ Sornay utilise les nouvelles laques synthétiques qui apparaissent sur le marché. C'est la laque « Duco » qu'il choisit. Le service « Recherche et Développement » de la société américaine Dupont l'a mise au point en 1924 pour General Motors. Il s'agit d'une laque nitrocelullosique applicable au pistolet, initialement conçue pour l'industrie automobile, dont le temps de séchage est particulièrement rapide pour l'époque. Celle-ci se trouve déclinée en plusieurs coloris, tout spécialement le vert «́ Rhône » et le rouge « Coq de bruyère », particulièrement appréciés par André Sornay qui s'ingénie à composer des effets nuagés à l'aérographe. Cette technique apparait  avant 1930, elle est employée pour une quantité importante de meubles.[réf. nécessaire]

## Postérité
À la pointe de l'art décoratif moderne, le travail d'André Sornay dialogue avec le monde de la modernité et se confronte aux plus grands créateurs de son époque. Le style de ce concepteur à l'avant-garde de la création mobilière s'est imposé aux spécialistes de l'entre-deux-guerres et sur le marché de l'art par l'ingéniosité technique du constructeur-inventeur, l'esthétique de ses placages en bois veinés, la rigueur et la simplicité de ses lignes.
La production d'André Sornay, de ses débuts en 1919 jusqu'à la fin des années 60,n'aura eu de cesse[style à revoir] de s'éloigner des normes classiques de l'ébénisterie. À travers une approche anticonformiste du métier de meublier, il  développe des idées originales, perfectionnées en systèmes rigoureux, mais sans jamais s'y laisser enfermer.
Le travail d'André Sornay  fait l'objet d'une exposition au Metropolitan Museum of Art en 2004. Resté longtemps à l'écart du public, André Sornay, reconnu comme un acteur majeur de l'art d'avant-garde, occupe dorénavant le devant de la scène nationale et internationale : à Paris, Biennale des antiquaires, Pavillon des Arts et du Design, ainsi que, B.R.A.F.A (Foire des Antiquaires de Belgique), PAD London, The Salon NY, Fine Art Asia, Design Miami/Basel , TEFAF New York… Son travail est défendu depuis de nombreuses années par le spécialiste et galeriste Alain Marcelpoil qui lui consacre son premier ouvrage monographique en 2010, intitulé signé Sornay, André Sornay (1902-2000), un concepteur d'avant-garde.

### Postérité de la société
À partir des années 1960, ses filles Annick Béras et Nicole Gourlat prennent la main sur le département artistique tandis que son fils Jean-Claude Sornay prend la responsabilité de l'entreprise en 1967. La production s'oriente vers le marché du meuble pour les collectivités. Une nouvelle usine est établie à Mions en 1973 et transférée en Isère en 1989 ; sous la raison sociale « Sornay-Meubles ». La société est vendue en 1994.

## Liste des salons et expositions

### À Lyon
- 1922 : Salon d'ameublement de la Foire de Lyon : salle à manger en acajou.
- 1923 : Salon d'automne de Lyon : chambre à coucher en sycomore blanchi et bois noirci, et une bibliothèque. Collaboration avec Marc Goubault pour les motifs décoratifs et Paul Beyer pour les luminaires intégrés.
- 1924 : Salon d'automne de Lyon : salle à manger-studio en palissandre et noyer ; chambre à coucher, en ébène de Macassar et noyer suspension et appliques murales de Paul Beyer, miroir et rosaces stylisées de Charles Piguet ; vases en dinanderie de Claudius Linossier.
- 1925 : Salon d'automne de Lyon.
- 1926 : Salon d'automne de Lyon : bureau-studio, éclairages de Paul Beyer.
- 1927 : Salon d'automne de Lyon : coin de boutique avec livres et objets d'art ; meuble-vitrine, bureau combinable en bibliothèque, noyer et palissandre. Bronze de Martel Le Chat. Socle des bibliothèques, de la console et des fauteuils de Charles Piguet. Collaboration avec l'architecte Louis Thomas.
- 1928 : Salon d'automne de Lyon : bureau personnel. Collaboration avec Louis Thomas.
- 1929 : Salon d'automne de Lyon : un lit. Collaboration avec l'architecte Louis Thomas.
- 1930 : Salon d'automne de Lyon : coin de studio en acajou verni.
- 1934 : Salon d'automne de Lyon. 1935, Salon d'automne de Lyon.
- 1935 : Salon du sud-est : chambre à coucher en chêne, gainée de cuir rouge.
- 1936 : Première édition du Salon d'Arts appliquées d'aujourd'hui : appartement d'artiste. Collaboration avec les meubles Stylclair de Marcel Michaud et le peintre parisien Jean Silvant (1908-1977).
- 1937 : Seconde édition du Salon d'Arts appliqués d'aujourd'hui.
- 1938 : Salon d'automne de Lyon.
- 1941 : Salon d'automne de Lyon.
- 1946 : Salon d'automne de Lyon : une commode. Collaboration avec Marcel Michaud.
- 1950 : Salon de l'ameublement de la Foire de Lyon : une chambre d'enfant en chêne.
- 1950 : Exposition à la Chapelle du Lycée Ampère.

### À Paris
- 1925 : Exposition internationale des Arts décoratifs et industriels modernes : bureau-studio et bibliothèque en ébène de Macassar.
- 1937 :Exposition internationale des Arts et Techniques dans la Vie moderne : bureau de l'ensemblier. Médaille de bronze.
- 1937 : Décoration du restaurant de la chambre syndicale avec des dessins de Jacques Laplace.
- 1953 : Meubles assemblés grâce au procédé de la tigette, exposés à la galerie Mai.

#### Sources directes
- André Sornay, MM Sornay et Cie, Notre Carnet, numéro spécial 269, 25 avril 1933.
- André Sornay, L'art appliqué contemporain, Notre Carnet, no 345, 10 décembre 1936.

#### Ouvrages généraux
- Alain Marcelpoil, Annick Béras-Sornay, Olivier Lassalle, Signé Sornay. André Sornay (1902-2000) : un concepteur d'avant-garde, Éditions Galerie Alain Marcelpoil, 2010
- Claude Mathieu, André Sornay, mémoire de maitrise présenté à l'Institut d'Histoire de l'art de Lyon II.
- Thierry Roche, André Sornay, Éditions Beau Fixe, 2002.
- Thierry Roche, Les Arts décoratifs à Lyon de 1910 à 1950, Éditions Beau Fixe, 1999.
- Patrice Béghain, Bruno Benoit, Gérard Corneloup et Bruno Thévenon (coord.), Dictionnaire historique de Lyon, Lyon, Stéphane Bachès, 2009, 1054 p. (ISBN 978-2-915266-65-8, BNF 42001687).

#### Catalogues d'expositions
- André Sornay, Alain Marcelpoil, 2005.
- André Sornay, Alain Marcelpoil, 2006.
- André Sornay, Alain Marcelpoil, 2007.